# ترجمات الكتاب المقدس إلى اللغة النوبية
تُرجم الكتاب المقدس إلى اللغة النوبية القديمة خلال الفترة التي كانت فيها المسيحية مهيمنة في النوبة (جنوب مصر الحديثة وشمال السودان). طوال العصور الوسطى، كانت النوبة بين ثلاث ممالك منفصلة: نوباديا، مقرة، والعلوة. كانت اللغة النوبية القديمة هي الشكل الكتابي القياسي في الممالك الثلاث. ومن بين اللغات النوبية الحية، فإن اللغة النوبية الحديثة هي الأقرب إلى اللغة النوبية القديمة وربما تكون نسلها المباشر.
تاريخ أول ترجمة للكتاب المقدس إلى اللغة النوبية القديمة غير معروف. ربما لم يمضِ وقت طويل بعد تأسيس المسيحية في القرن السادس. تُرجم الكتاب المقدس النوبي من اليونانية الأصلية في حالة العهد الجديد وفي حالة العهد القديم (الكتاب المقدس العبري) بشكل رئيس من السبعينية (أقدم ترجمة يونانية) مع بعض المدخلات المحتملة من الهكسابلا [الإنجليزية] (التي تضمنت العبرية الأصلية بالإضافة إلى السبعينية وأربعة نصوص أخرى). مع دخول الإسلام إلى النوبة في القرنين الرابع عشر والخامس عشر، اختفى اهتمام السكان بالنسخة النوبية من الكتاب المقدس. لا توجد نسخة كاملة من الكتاب المقدس النوبي حتى يومنا هذا. 
جمع وحرر جي. مايكل براون جميع أجزاء الكتاب المقدس النوبية القديمة، بما في ذلك اقتباسات الكتاب المقدس في أعمال أخرى عام 1994. وتُرجمَت أجزاء من الكتاب المقدس إلى اللغة النوبية بين عامي 1860 و1899.

## اكتشاف النصوص
في عام 1906، أعاد كارل شميت اكتشاف الكتاب المقدس النوبي في القاهرة عندما اشترى ستة عشر صفحة من مخطوطة من الرق تحتوي على أجزاء من كتاب قراءات موسم عيد الميلاد، في الفترة من 20 إلى 26 كانون الأول. القراءات الكتابية مأخوذة من رسائل الرسل [الإنجليزية] (وخاصة رسالة رومية، ورسالة غلاطية، ورسالة فيلبي، ورسالة العبرانيين) والأناجيل ( إنجيل متى وإنجيل يوحنا ). إن تسلسل واختيار النصوص فريد من نوعه ولا يشبه أي قراءات معروفة في أي كتاب قراءات يوناني أو قبطي باستثناء قراءات 25 كانون الثاني، والتي هي نفس قراءات المينولوجيا [الإنجليزية] اليونانية.
وقد عُثر في وقت لاحق على ستة عشر قطعة من الكتاب المقدس النوبي في أنقاض كاتدرائية قصر إبريم . وتشمل هذه المقاطع من إنجيل يوحنا ، ورسالة فيلبي ، ورسالة العبرانيين ، و1 كورنثوس 1: 1-3. كورنثوس ، وسفر الرؤيا والمزامير. تم تسجيل بعض المزامير 149 و 150 بآيات متناوبة بين الترجمة اليونانية والنوبية. وقد وجد هذا الشكل أيضًا في أجزاء من المزامير ودانيال التي وجدت في دنقلا القديمة ، وربما صنعها نفس الكاتب الذي صنع أجزاء قصر إبريم. من المحتمل أن هذه النصوص ثنائية اللغة لم تكن مخصصة للقراءة العامة، بل للتثقيف الخاص للطبقة العلمية، التي كانت تتقن اللغتين. كما تم العثور في قصر إبريم على قطعة مكونة من ست كلمات حددها براون على أنها تنتمي إلى ترجمة نوبية لكتاب الإنجيل الرباعي السرياني لططيانوس. وقد نشرها براون تحت اسم مستعار، وقد شُكك في صحتها.
عُثر على أجزاء من إنجيل مرقس وإنجيل لوقا في جزيرة سونارتي (بالقرب من كولب). هناك أيضًا مقاطع من الكتاب المقدس في الترجمة النوبية لكرستوم المنحول [الإنجليزية].
عُثر على العديد من النصوص التوراتية النوبية القديمة على شفقة مرسومة وألواح خشبية تشبه تلك التي تعود إلى فترة ما قبل المسيحية. ربما كان لهذه الأشياء وظيفة سحرية ذات علاقة بالديانة الإيزيسية. قد يكون هناك شيء مماثل وراء مجموعات النصوص باللغتين اليونانية والقبطية والنوبية القديمة، بما في ذلك النصوص التوراتية النوبية القديمة وبعض العلامات السحرية، التي تغطي الجزء الداخلي من قبر رئيس الأساقفة جورج من دنقلا (توفي عام 1113).

## ملحوظات
1. ↑  Edwards 2004، صفحة 240.
2. 1 2 3 4  Metzger 2001، صفحات 50–51.
3. ↑  Browne 1985، صفحات 293–94.
4. ↑  Mojola 2015، صفحات 489–90.
5. ↑  Simons & Fennig 2018.
6. ↑  Griffith 1909.
7. ↑  Browne 1985، صفحة 291.
8. 1 2  Ruffini 2012، صفحات 223–226.
9. ↑  van Gerven Oei 2020، صفحات 51–54.
10. ↑  Browne 1981.
11. ↑  Browne 1986.
12. ↑  Browne 1989.
13. ↑  Godlewski 2013، صفحة 667 and fig. 5.